# 博爾博雷馬波蒂瓜爾
博爾博雷馬波蒂瓜爾（葡萄牙語：Borborema Potiguar）是巴西東北部北里約格朗德州鄉村波蒂瓜爾中區的一個小區。

## 市鎮
博爾博雷馬波蒂瓜爾下轄以下的市鎮：
- 巴賽隆納
- 坎普雷东杜
- 埃泽基耶尔上校镇
- 雅萨南
- 雅皮
- 拉戈阿-迪韦柳斯
- 拉日斯平塔达斯
- 蒙蒂达斯加梅莱拉斯
- 魯伊巴爾博薩
- 聖克魯斯
- 圣本图-杜特赖里
- 圣若泽-杜坎佩斯特里
- 聖多美
- 塞拉迪圣本图
- 新西蒂奧
- 坦加拉